# Campionati europei di sollevamento pesi 2009
I Campionati europei di sollevamento pesi 2009, 90ª edizione maschile e 22ª femminile della manifestazione, si sono svolti dal 5 al 12 aprile a Bucarest, in Romania, alla Sala Polivalentă din București.
In base alle variazioni avvenute nel corso del suo svolgimento, l'edizione è conteggiata come:
- la 68ª effettivamente organizzata;
- la 88ª secondo la numerazione della EWF;
- la 90ª secondo la numerazione della IWF.

## Titoli in palio
Sono stati assegnati 15 titoli nel totale dell'esercizio (45 considerando anche le due specialità, lo strappo e lo slancio) in 8 categorie maschili e 7 femminili, sotto elencate.
Categorie maschili
| Categoria            | Eventi         | Atleti | Gruppi |
| -------------------- | -------------- | ------ | ------ |
| Pesi gallo           | Fino a 56 kg   | 18     | 2      |
| Pesi piuma           | Fino a 62 kg   | 17     | 2      |
| Pesi leggeri         | Fino a 69 kg   | 18     | 2      |
| Pesi medi            | Fino a 77 kg   | 17     | 2      |
| Pesi massimi leggeri | Fino a 85 kg   | 27     | 3      |
| Pesi mediomassimi    | Fino a 94 kg   | 17     | 2      |
| Pesi massimi         | Fino a 105 kg  | 15     | 2      |
| Pesi supermassimi    | Oltre i 105 kg | 14     | 2      |

Categorie femminili
| Categoria            | Eventi        | Atlete | Gruppi |
| -------------------- | ------------- | ------ | ------ |
| Pesi gallo           | Fino a 48 kg  | 7      | 1      |
| Pesi piuma           | Fino a 53 kg  | 15     | 2      |
| Pesi leggeri         | Fino a 58 kg  | 14     | 2      |
| Pesi medi            | Fino a 63 kg  | 15     | 2      |
| Pesi massimi leggeri | Fino a 69 kg  | 14     | 2      |
| Pesi massimi         | Fino a 75 kg  | 11     | 2      |
| Pesi supermassimi    | Oltre i 75 kg | 12     | 2      |

## Calendario eventi
Di seguito il calendario dei titoli da assegnare nelle otto giornate di gare.
| Giorno→ Categoria ↓ | Do 5 | Lu 6 | Ma 7 | Me 8 | Gi 9 | Ve 10 | Sa 11 | Do 12 |
| ------------------- | ---- | ---- | ---- | ---- | ---- | ----- | ----- | ----- |
| 56 kg               | ●    |      |      |      |      |       |       |       |
| 62 kg               |      | ●    |      |      |      |       |       |       |
| 69 kg               |      |      | ●    |      |      |       |       |       |
| 77 kg               |      |      |      | ●    |      |       |       |       |
| 85 kg               |      |      |      |      | ●    |       |       |       |
| 94 kg               |      |      |      |      |      | ●     |       |       |
| 105 kg              |      |      |      |      |      |       | ●     |       |
| +105 kg             |      |      |      |      |      |       |       | ●     |

| Giorno→ Categoria ↓ | Do 5 | Lu 6 | Ma 7 | Me 8 | Gi 9 | Ve 10 | Sa 11 |
| ------------------- | ---- | ---- | ---- | ---- | ---- | ----- | ----- |
| 48 kg               | ●    |      |      |      |      |       |       |
| 53 kg               |      | ●    |      |      |      |       |       |
| 58 kg               |      |      | ●    |      |      |       |       |
| 63 kg               |      |      |      | ●    |      |       |       |
| 69 kg               |      |      |      |      | ●    |       |       |
| 75 kg               |      |      |      |      |      | ●     |       |
| +75 kg              |      |      |      |      |      |       | ●     |

## Nazioni partecipanti
Le nazioni che hanno partecipato ai campionati furono 38 per un totale di 231 partecipanti (143 atleti e 88 atlete). Tra parentesi i partecipanti per nazione.
- Albania  (8)
- Armenia  (9)
- Austria  (1)
- Azerbaigian  (7)
- Belgio  (2)
- Bielorussia  (6)
- Bosnia ed Erzegovina  (1)
- Bulgaria  (11)
- Cipro  (1)
- Croazia  (2)
- Danimarca  (1)
- Finlandia  (9)
- Francia  (10)
- Georgia  (2)
- Germania  (5)
- Grecia  (9)
- Irlanda  (2)
- Israele  (3)
- Italia  (9)
- Lettonia  (3)
- Lituania  (5)
- Moldavia  (6)
- Norvegia  (3)
- Paesi Bassi  (2)
- Polonia  (15)
- Regno Unito  (1)
- Rep. Ceca  (6)
- Romania  (15)
- Russia  (15)
- San Marino  (1)
- Slovacchia  (6)
- Slovenia  (1)
- Spagna  (15)
- Svezia  (2)
- Svizzera  (1)
- Turchia  (15)
- Ucraina  (14)
- Ungheria  (7)

## Risultati

### Categorie maschili
| Evento  | Oro               | Oro    | Argento             | Argento | Bronzo              | Bronzo |
| ------- | ----------------- | ------ | ------------------- | ------- | ------------------- | ------ |
| 56 kg   |                   |        |                     |         |                     |        |
| Strappo | Tom Goegebuer     | 115 kg | Sedat Artuç         | 110 kg  | Igor Grabucea       | 110 kg |
| Slancio | Vito Dellino      | 138 kg | Tom Goegebuer       | 137 kg  | Igor Grabucea       | 136 kg |
| Totale  | Tom Goegebuer     | 252 kg | Vito Dellino        | 247 kg  | Igor Grabucea       | 246 kg |
| 62 kg   |                   |        |                     |         |                     |        |
| Strappo | Erol Bilgin       | 133 kg | Dimitris Minasidis  | 127 kg  | Zülfüqar Süleymanov | 125 kg |
| Slancio | Erol Bilgin       | 160 kg | Zülfüqar Süleymanov | 160 kg  | Dimitris Minasidis  | 157 kg |
| Totale  | Erol Bilgin       | 293 kg | Zülfüqar Süleymanov | 285 kg  | Dimitris Minasidis  | 284 kg |
| 69 kg   |                   |        |                     |         |                     |        |
| Strappo | Aṙak‘el Mirzoyan  | 151 kg | Ninel Miculescu     | 150 kg  | Vencelas Dabaya     | 147 kg |
| Slancio | Vencelas Dabaya   | 186 kg | Aṙak‘el Mirzoyan    | 185 kg  | Vladislav Lukanin   | 183 kg |
| Totale  | Aṙak‘el Mirzoyan  | 336 kg | Vencelas Dabaya     | 333 kg  | Vladislav Lukanin   | 330 kg |
| 77 kg   |                   |        |                     |         |                     |        |
| Strappo | Dmitrij Ivanenko  | 156 kg | Mikalaj Čarnjak     | 155 kg  | Victor Guman        | 155 kg |
| Slancio | Erkand Qerimaj    | 190 kg | Mikalaj Čarnjak     | 189 kg  | Piotr Chruściewicz  | 189 kg |
| Totale  | Mikalaj Čarnjak   | 344 kg | Erkand Qerimaj      | 342 kg  | Dmitrij Ivanenko    | 341 kg |
| 85 kg   |                   |        |                     |         |                     |        |
| Strappo | İntiqam Zairov    | 168 kg | Adrian Zieliński    | 167 kg  | Mikalaj Novikaŭ     | 166 kg |
| Slancio | Alexej Jufkin     | 205 kg | Benjamin Hennequin  | 204 kg  | Mikalaj Novikaŭ     | 201 kg |
| Totale  | Alexej Jufkin     | 369 kg | İntiqam Zairov      | 368 kg  | Mikalaj Novikaŭ     | 367 kg |
| 94 kg   |                   |        |                     |         |                     |        |
| Strappo | Artem Ivanov      | 182 kg | Jürgen Spieß        | 178 kg  | Nikolaos Kourtidis  | 175 kg |
| Slancio | Jürgen Spieß      | 212 kg | Nikolaos Kourtidis  | 210 kg  | Andrej Demanov      | 210 kg |
| Totale  | Jürgen Spieß      | 390 kg | Nikolaos Kourtidis  | 385 kg  | Andrej Demanov      | 380 kg |
| 105 kg  |                   |        |                     |         |                     |        |
| Strappo | Vladimir Smorčkov | 190 kg | Roman Konstantinov  | 183 kg  | Ramūnas Vyšniauskas | 182 kg |
| Slancio | Oleksij Torochtij | 224 kg | Ramūnas Vyšniauskas | 223 kg  | Vladimir Smorčkov   | 221 kg |
| Totale  | Vladimir Smorčkov | 411 kg | Oleksij Torochtij   | 405 kg  | Ramūnas Vyšniauskas | 405 kg |
| +105 kg |                   |        |                     |         |                     |        |
| Strappo | Ihor Šymečko      | 203 kg | Evgenij Pisarev     | 193 kg  | Almir Velagić       | 190 kg |
| Slancio | Ihor Šymečko      | 230 kg | Grzegorz Kleszcz    | 229 kg  | Almir Velagić       | 228 kg |
| Totale  | Ihor Šymečko      | 433 kg | Almir Velagić       | 418 kg  | Evgenij Pisarev     | 418 kg |

### Categorie femminili
| Evento  | Oro                  | Oro    | Argento             | Argento | Bronzo             | Bronzo |
| ------- | -------------------- | ------ | ------------------- | ------- | ------------------ | ------ |
| 48 kg   |                      |        |                     |         |                    |        |
| Strappo | Marzena Karpińska    | 78 kg  | Cristina Iovu       | 75 kg   | Genny Pagliaro     | 72 kg  |
| Slancio | Cristina Iovu        | 96 kg  | Marzena Karpińska   | 92 kg   | Genny Pagliaro     | 90 kg  |
| Totale  | Cristina Iovu        | 171 kg | Marzena Karpińska   | 170 kg  | Genny Pagliaro     | 162 kg |
| 53 kg   |                      |        |                     |         |                    |        |
| Strappo | Natalija Trocenko    | 87 kg  | Emine Bilgin        | 83 kg   | Aylin Daşdelen     | 82 kg  |
| Slancio | Natalija Trocenko    | 105 kg | Aylin Daşdelen      | 105 kg  | Emine Bilgin       | 103 kg |
| Totale  | Natalija Trocenko    | 192 kg | Aylin Daşdelen      | 187 kg  | Emine Bilgin       | 186 kg |
| 58 kg   |                      |        |                     |         |                    |        |
| Strappo | Romela Begaj         | 96 kg  | Anastasija Novikava | 96 kg   | Julija Kalina      | 95 kg  |
| Slancio | Anastasija Novikava  | 120 kg | Julija Kalina       | 117 kg  | Roxana Cocoș       | 114 kg |
| Totale  | Anastasija Novikava  | 216 kg | Julija Kalina       | 212 kg  | Romela Begaj       | 207 kg |
| 63 kg   |                      |        |                     |         |                    |        |
| Strappo | Sibel Şimşek         | 108 kg | Ruth Kasirye        | 107 kg  | Svetlana Carukaeva | 103 kg |
| Slancio | Sibel Şimşek         | 128 kg | Meline Daluzyan     | 128 kg  | Svetlana Carukaeva | 128 kg |
| Totale  | Sibel Şimşek         | 236 kg | Ruth Kasirye        | 231 kg  | Svetlana Carukaeva | 231 kg |
| 69 kg   |                      |        |                     |         |                    |        |
| Strappo | Oksana Slivenko      | 115 kg | Nazik Avdalyan      | 110 kg  | Julija Artemova    | 108 kg |
| Slancio | Oksana Slivenko      | 140 kg | Tat'jana Matveeva   | 137 kg  | Nazik Avdalyan     | 135 kg |
| Totale  | Oksana Slivenko      | 255 kg | Nazik Avdalyan      | 245 kg  | Tat'jana Matveeva  | 239 kg |
| 75 kg   |                      |        |                     |         |                    |        |
| Strappo | Natal'ja Zabolotnaja | 120 kg | Lidia Valentín      | 120 kg  | Julija Novakovich  | 111 kg |
| Slancio | Natal'ja Zabolotnaja | 145 kg | Lidia Valentín      | 132 kg  | Nadija Myronjuk    | 130 kg |
| Totale  | Natal'ja Zabolotnaja | 265 kg | Lidia Valentín      | 252 kg  | Nadija Myronjuk    | 238 kg |
| +75 kg  |                      |        |                     |         |                    |        |
| Strappo | Tat'jana Kaširina    | 125 kg | Julija Dovhal'      | 111 kg  | Natal'ja Gagarina  | 110 kg |
| Slancio | Tat'jana Kaširina    | 155 kg | Natal'ja Gagarina   | 143 kg  | Julija Dovhal'     | 141 kg |
| Totale  | Tat'jana Kaširina    | 280 kg | Natal'ja Gagarina   | 253 kg  | Julija Dovhal'     | 252 kg |

## Medagliere

### Grandi (totale)
Riferito al totale dell'esercizio: 18 nazioni sono entrate nel medagliere.
| Posiz. | Nazione     | Oro | Argento | Bronzo | Totale |
| ------ | ----------- | --- | ------- | ------ | ------ |
| 1      | Russia      | 5   | 1       | 6      | 12     |
| 2      | Ucraina     | 2   | 2       | 2      | 6      |
| 3      | Turchia     | 2   | 1       | 1      | 4      |
| 4      | Bielorussia | 2   | 0       | 1      | 3      |
| 5      | Armenia     | 1   | 1       | 0      | 2      |
| 5      | Germania    | 1   | 1       | 0      | 2      |
| 7      | Moldavia    | 1   | 0       | 1      | 2      |
| 8      | Belgio      | 1   | 0       | 0      | 1      |
| 9      | Azerbaigian | 0   | 2       | 0      | 2      |
| 10     | Albania     | 0   | 1       | 1      | 2      |
| 10     | Italia      | 0   | 1       | 1      | 2      |
| 12     | Francia     | 0   | 1       | 0      | 1      |
| 12     | Grecia      | 0   | 1       | 0      | 1      |
| 12     | Norvegia    | 0   | 1       | 0      | 1      |
| 12     | Polonia     | 0   | 1       | 0      | 1      |
| 12     | Spagna      | 0   | 1       | 0      | 1      |
| 17     | Cipro       | 0   | 0       | 1      | 1      |
| 17     | Lituania    | 0   | 0       | 1      | 1      |
| Totale | Totale      | 15  | 15      | 15     | 45     |

### Grandi (totale) e Piccole (Strappo e Slancio)
Riferito al totale dell'esercizio e delle due specialità: 20 nazioni sono entrate nel medagliere.
| Posiz. | Nazione     | Oro | Argento | Bronzo | Totale |
| ------ | ----------- | --- | ------- | ------ | ------ |
| 1      | Russia      | 14  | 5       | 12     | 31     |
| 2      | Ucraina     | 8   | 4       | 6      | 18     |
| 3      | Turchia     | 6   | 4       | 3      | 13     |
| 4      | Bielorussia | 3   | 3       | 4      | 10     |
| 5      | Armenia     | 2   | 4       | 1      | 7      |
| 6      | Germania    | 2   | 2       | 2      | 6      |
| 7      | Moldavia    | 2   | 1       | 3      | 6      |
| 8      | Albania     | 2   | 1       | 1      | 4      |
| 9      | Belgio      | 2   | 1       | 0      | 3      |
| 10     | Polonia     | 1   | 4       | 1      | 6      |
| 11     | Azerbaigian | 1   | 3       | 1      | 5      |
| 12     | Francia     | 1   | 2       | 1      | 4      |
| 13     | Italia      | 1   | 1       | 3      | 5      |
| 14     | Spagna      | 0   | 3       | 0      | 3      |
| 15     | Grecia      | 0   | 2       | 1      | 3      |
| 16     | Norvegia    | 0   | 2       | 0      | 2      |
| 17     | Cipro       | 0   | 1       | 2      | 3      |
| 17     | Lituania    | 0   | 1       | 2      | 3      |
| 19     | Romania     | 0   | 1       | 1      | 2      |
| 20     | Slovacchia  | 0   | 0       | 1      | 1      |
| Totale | Totale      | 45  | 45      | 45     | 135    |

## Classifica a squadre

### Sistema di punteggio
Il sistema di punteggio è indicato dalla sommatoria dell'esercizio totale e delle due specialità in base allo schema adottato nel 1996:

### Categorie maschili
| Pos. | Squadra     | Punti |
| ---- | ----------- | ----- |
| 1    | Russia      | 500   |
| 2    | Turchia     | 475   |
| 3    | Azerbaigian | 447   |
| 4    | Polonia     | 432   |
| 5    | Ucraina     | 402   |
| 6    | Romania     | 347   |
| 7    | Albania     | 317   |
| 8    | Francia     | 288   |
| 9    | Armenia     | 283   |
| 10   | Italia      | 262   |
| 11   | Spagna      | 256   |
| 12   | Lituania    | 241   |
| 13   | Moldavia    | 229   |
| 14   | Ungheria    | 223   |
| 15   | Rep. Ceca   | 210   |
| 16   | Bulgaria    | 209   |
| 17   | Grecia      | 204   |
| 18   | Slovacchia  | 195   |
| 19   | Finlandia   | 184   |
| 20   | Germania    | 152   |
| 21   | Bielorussia | 147   |
| 22   | Belgio      | 81    |
| 23   | Lettonia    | 77    |
| 24   | Cipro       | 71    |
| 25   | Irlanda     | 71    |
| 26   | Georgia     | 69    |
| 27   | Croazia     | 65    |
| 28   | Norvegia    | 50    |
| 29   | Svizzera    | 39    |
| 30   | Regno Unito | 36    |
| 31   | San Marino  | 34    |
| 32   | Slovenia    | 33    |
| 33   | Israele     | 20    |
| 34   | Austria     | 16    |
| 35   | Paesi Bassi | 2     |

### Categorie femminili
| Pos. | Squadra              | Punti |
| ---- | -------------------- | ----- |
| 1    | Russia               | 516   |
| 2    | Turchia              | 494   |
| 3    | Ucraina              | 481   |
| 4    | Romania              | 472   |
| 5    | Polonia              | 427   |
| 6    | Spagna               | 355   |
| 7    | Bulgaria             | 283   |
| 8    | Francia              | 271   |
| 9    | Bielorussia          | 254   |
| 10   | Armenia              | 215   |
| 11   | Grecia               | 210   |
| 12   | Germania             | 172   |
| 13   | Italia               | 118   |
| 14   | Finlandia            | 105   |
| 15   | Ungheria             | 91    |
| 16   | Svezia               | 90    |
| 17   | Norvegia             | 89    |
| 18   | Israele              | 85    |
| 19   | Albania              | 73    |
| 20   | Moldavia             | 73    |
| 21   | Rep. Ceca            | 72    |
| 22   | Slovacchia           | 50    |
| 23   | Danimarca            | 39    |
| 24   | Bosnia ed Erzegovina | 35    |
| 25   | Belgio               | 33    |
| 26   | Paesi Bassi          | 12    |